# 李端 (雍正進士)
李端，廣東程鄉人，清朝政治人物。進士出身。

## 生平
雍正三年，荆溪縣从宜興縣分離，李端擔任首任荆溪縣知縣。後由王乔林接任。